# 2-Aminochinolin
2-Aminochinolin ist eine heterocyclische chemische Verbindung, welche aus einem Chinolingerüst besteht, das in 2-Position eine Aminogruppe trägt.

## Darstellung
2-Aminochinolin kann durch Aminierung von Chinolin hergestellt werden. Viele nukleophile aromatische Substitutionen laufen an Chinolin, bevorzugt an der elektronenarmen 2-Position des Pyridinrings, ab. Hierzu gehört die Aminierung durch eine Tschitschibabin-Reaktion, bei welcher durch Verwendung von Kaliumamid als Nukleophil in flüssigem Ammoniak bei −66 °C das Amidion bevorzugt an die 2-Position von Chinolin addiert. Durch anschließende Oxidation mit Kaliumpermanganat kann 2-Aminochinolin freigesetzt werden. Hierbei handelt es sich um das kinetische Reaktionsprodukt. Bei Erhöhung der Reaktionstemperatur auf −40 °C findet eine Isomerisierung zum thermodynamisch stabileren 4-substituierten Produkt statt.